# 大谷良雄
大谷 良雄（おおたに よしお、1939年 - 2015年）は、日本の法学者。専門は国際法。法学博士（一橋大学）。一橋大学名誉教授。オットー・リーゼ賞受賞。

## 人物・経歴
北海道札幌北高等学校を経て、小樽商科大学商学部卒業後、1966年一橋大学大学院法学研究科修士課程修了、1969年同博士課程単位取得。指導教官は大平善梧。1971年に一橋大学より法学博士の学位を取得。
小樽商科大学助教授、一橋大学法学部教授、1995, 97, 99, 2001年パリ第１大学招聘教授、1998年パリ第２大学招聘教授、日本大学法学部教授等を務めた。1976年オットー・リーゼ賞受賞。2003年一橋大学名誉教授。
大谷ゼミ出身者としては高村ゆかり東京大学未来ビジョン研究センター教授や、中西優美子一橋大教授、南諭子津田塾大学准教授、佐藤智恵明治大学教授、相澤美智子一橋大教授等がいる。

## 著作

### 著書
- 『概説EC法―新しいヨーロッパ法秩序の形成 (有斐閣選書 (86)) 』有斐閣 (1982/02)

### 編著書
- 『共通利益概念と国際法』国際書院(1993/11)

### 共訳書
- ピエール・ペスカトール『EC法―ヨーロッパ統合の法構造』有斐閣 (1979/08)